# Sportgemeinschaft 09 Wattenscheid 1978-1979
Questa voce raccoglie le informazioni riguardanti la Sportgemeinschaft 09 Wattenscheid nelle competizioni ufficiali della stagione 1978-1979.

## Stagione
Nella stagione 1978-1979 il Wattenscheid, allenato da Hubert Schieth, concluse il campionato di 2. Bundesliga al 10º posto. In Coppa di Germania il Wattenscheid fu eliminato al primo turno dal Duisburg.

## Rosa
| N. |                     | Ruolo | Calciatore          |
| -- | ------------------- | ----- | ------------------- |
|    | Germania (bandiera) | P     | Manfred Behrendt    |
|    | Germania (bandiera) | P     | Rolf Brandt         |
|    | Germania (bandiera) | D     | Peter Diekämper     |
|    | Germania (bandiera) | D     | Karl-Georg Eickhoff |
|    | Germania (bandiera) | D     | Michael Jakobs      |
|    | Germania (bandiera) | D     | Rudi Klimke         |
|    | Germania (bandiera) | D     | Burkhard Steiner    |
|    | Germania (bandiera) | D     | Hans-Jürgen Zimmer  |
|    | Germania (bandiera) | D     | Helmut Zyla         |
|    | Germania (bandiera) | C     | Jürgen Hünerlage    |
|    | Germania (bandiera) | C     | Detlev Kudella      |

| N. |                     | Ruolo | Calciatore       |
| -- | ------------------- | ----- | ---------------- |
|    | Germania (bandiera) | C     | Helmut Reiners   |
|    | Germania (bandiera) | C     | Günter Tinnefeld |
|    | Germania (bandiera) | C     | Michael Woythe   |
|    | Germania (bandiera) | A     | Gerhard Drews    |
|    | Germania (bandiera) | A     | Ewald Hammes     |
|    | Germania (bandiera) | A     | Helmut Horsch    |
|    | Germania (bandiera) | A     | Peter Kunkel     |
|    | Germania (bandiera) | A     | Ralf Schaffeld   |
|    | Germania (bandiera) | A     | Wolfgang Schmitt |
|    | Germania (bandiera) | A     | Peter Wloka      |

## Organigramma societario
Area tecnica
- Allenatore: Hubert Schieth
- Allenatore in seconda:
- Preparatore dei portieri:
- Preparatori atletici:

## Calciomercato

### Sessione estiva
| Acquisti | Acquisti         | Acquisti                   | Acquisti |
| R.       | Nome             | da                         | Modalità |
| -------- | ---------------- | -------------------------- | -------- |
| D        | Michael Jakobs   | RW Oberhausen              |          |
| C        | Helmut Reiners   | Rot-Weiß Lüdenscheid       |          |
| A        | Ralf Schaffeld   | Bochum                     |          |
| D        | Burkhard Steiner | Rot-Weiss Essen (juniores) |          |

| Cessioni | Cessioni          | Cessioni             | Cessioni |
| R.       | Nome              | a                    | Modalità |
| -------- | ----------------- | -------------------- | -------- |
| C        | Heinrich Bachorz  | Rot-Weiß Lüdenscheid |          |
| D        | Hans-Günter Bruns | Borussia M'gladbach  |          |
| A        | Dieter Schulitz   | Schwarz-Weiß Essen   |          |

### Sessione invernale
| Acquisti | Acquisti | Acquisti | Acquisti |
| R.       | Nome     | da       | Modalità |
| -------- | -------- | -------- | -------- |

| Cessioni | Cessioni | Cessioni | Cessioni |
| R.       | Nome     | a        | Modalità |
| -------- | -------- | -------- | -------- |

## Risultati

### 2. Bundesliga

#### Girone di andata
| Arbitro: | Meijerink |

|                           |           |  |
| Diekämper 66’ Kudella 74’ | Marcatori |  |

| Arbitro: | Osmers |

|            |           |             |
| Schock 45’ | Marcatori | 66’ Reiners |

| Arbitro: | Rieb |

|  |           |                |
|  | Marcatori | 55’, 82’ Fagot |

| Arbitro: | Schön |

|                     |           |  |
| Beverungen 39’, 67’ | Marcatori |  |

| Arbitro: | Heymann |

|                    |           |                |
| Schmitt 26’ (rig.) | Marcatori | 72’ Koberstein |

| Arbitro: | Broska |

|                 |           |                                |
| Kosien 27’, 52’ | Marcatori | 46’ Wloka 48’ Drews 82’ Hammes |

| Bochum 9 settembre 1978 7ª giornata | Wattenscheid 09 | 0 – 0 referto | Union Solingen | Lohrheidestadion (1 500 spett.)\| Arbitro: \| Assenmacher \| |
| Arbitro:                            | Assenmacher     |               |                |                                                              |

| Arbitro: | Kohnen |

|                                                           |           |                 |
| Ehmke 5’ Bartel 24’ Mill 29’, 54’, 80’, 82’ Meininger 76’ | Marcatori | 73’, 75’ Kunkel |

| Arbitro: | Uhlig |

|                                                |           |  |
| Jakobs 30’ Drews 47’, 76’ Kunkel 57’, 60’, 81’ | Marcatori |  |

| Arbitro: | Niemann |

|               |           |           |
| Deterding 27’ | Marcatori | 42’ Drews |

| Bochum 13 ottobre 1978 11ª giornata | Wattenscheid 09 | 0 – 0 referto | Preußen Münster | Lohrheidestadion (3 500 spett.)\| Arbitro: \| Pauly \| |
| Arbitro:                            | Pauly           |               |                 |                                                        |

| Arbitro: | Weber |

|  |           |             |
|  | Marcatori | 74’ Reiners |

| Arbitro: | Filipiak |

|                                                   |           |           |
| Hammes 32’ Klimke 38’ Jakobs 76’ Reiners 78’, 80’ | Marcatori | 65’ Wloka |

| Arbitro: | Lins |

|                                                    |           |                               |
| Knodel 45’ Liedtke 49’, 85’ Fetkenheuer 68’ (rig.) | Marcatori | 48’ (rig.) Kunkel 76’ Reiners |

| Arbitro: | Kornrumpf |

|                              |           |            |
| Stolzenburg 32’ Arbinger 72’ | Marcatori | 24’ Kunkel |

| Arbitro: | Gabriel |

|               |           |              |
| Schaffeld 85’ | Marcatori | 78’ Sinnigen |

| Arbitro: | Eschenbach |

|                         |           |            |
| Schuster 7’ Mödrath 46’ | Marcatori | 52’ Kunkel |

| Arbitro: | Fiene |

|               |           |             |
| Tinnefeld 72’ | Marcatori | 55’ Brücken |

| Arbitro: | Topolewski |

|                                        |           |  |
| Rogoznica 43’ Genschick 78’ Mrosko 87’ | Marcatori |  |

#### Girone di ritorno
| Arbitro: | Gabriel |

|                  |           |  |
| Drews 90’ (aut.) | Marcatori |  |

| Arbitro: | Winkler |

|            |           |  |
| Zimmer 64’ | Marcatori |  |

| Arbitro: | Hennig |

|            |           |          |
| Hayduk 42’ | Marcatori | 7’ Wloka |

| Arbitro: | Glasneck |

|                       |           |                        |
| Hammes 7’ Schmitt 13’ | Marcatori | 16’ Neumann 70’ Frosch |

| Colonia 11 febbraio 1979 24ª giornata | Viktoria Colonia | 0 – 0 referto | Wattenscheid 09 | Sportpark Höhenberg (2 500 spett.)\| Arbitro: \| Wuttke \| |
| Arbitro:                              | Wuttke           |               |                 |                                                            |

| Arbitro: | Waltert |

|                          |           |                           |
| Kunkel 26’ Schaffeld 68’ | Marcatori | 51’ Lücke 73’ Eigenwillig |

| Arbitro: | Eschweiler |

|            |           |  |
| Krüger 44’ | Marcatori |  |

| Arbitro: | Eschweiler |

|  |           |               |
|  | Marcatori | 89’ Mannebach |

| Arbitro: | Rieb |

|                |           |            |
| Offermanns 70’ | Marcatori | 41’ Hammes |

| Arbitro: | Kohnen |

|                       |           |  |
| Kunkel 64’ Jakobs 85’ | Marcatori |  |

| Arbitro: | Eggers |

|                  |           |  |
| Jürgens 15’, 79’ | Marcatori |  |

| Arbitro: | Ahlenfelder |

|                                           |           |  |
| Schmitt 28’, 31’ Zyla 67’, 85’ Zimmer 81’ | Marcatori |  |

| Arbitro: | Mölm |

|              |           |            |
| Hoffmann 33’ | Marcatori | 89’ Kunkel |

| Bochum 5 maggio 1979 33ª giornata | Wattenscheid 09 | 0 – 0 referto | Wacker 04 Berlino | Lohrheidestadion (1 000 spett.)\| Arbitro: \| Burgers \| |
| Arbitro:                          | Burgers         |               |                   |                                                          |

| Arbitro: | Richter |

|            |           |  |
| Zimmer 39’ | Marcatori |  |

| Arbitro: | Weber |

|                  |           |             |
| Ochmann 33’, 88’ | Marcatori | 73’ Schmitt |

| Arbitro: | Kasperowski |

|             |           |             |
| Schmitt 72’ | Marcatori | 37’ Nielsen |

| Arbitro: | Wuttke |

|            |           |                        |
| Herzog 56’ | Marcatori | 18’ Schmitt 74’ Zimmer |

| Arbitro: | Eggers |

|            |           |              |
| Kunkel 38’ | Marcatori | 42’ Bebensee |

### Coppa di Germania
| Arbitro: | Wippker |

|                                    |           |                                 |
| Alhaus 19’, 29’ Worm 24’ Dietz 48’ | Marcatori | 56’ Wloka 75’ Bachorz 89’ Drews |

## Statistiche

### Statistiche di squadra
| Competizione      | Punti | In casa | In casa | In casa | In casa | In casa | In casa | In trasferta | In trasferta | In trasferta | In trasferta | In trasferta | In trasferta | Totale | Totale | Totale | Totale | Totale | Totale | DR |
| Competizione      | Punti | G       | V       | N       | P       | Gf      | Gs      | G            | V            | N            | P            | Gf           | Gs           | G      | V      | N      | P      | Gf     | Gs     | DR |
| ----------------- | ----- | ------- | ------- | ------- | ------- | ------- | ------- | ------------ | ------------ | ------------ | ------------ | ------------ | ------------ | ------ | ------ | ------ | ------ | ------ | ------ | -- |
| 2. Bundesliga     | 36    | 19      | 7       | 10      | 2       | 31      | 13      | 19           | 3            | 6            | 10           | 18           | 34           | 38     | 10     | 16     | 12     | 49     | 47     | +2 |
| Coppa di Germania | -     | 0       | 0       | 0       | 0       | 0       | 0       | 1            | 0            | 0            | 1            | 3            | 4            | 1      | 0      | 0      | 1      | 3      | 4      | -1 |
| Totale            | 36    | 19      | 7       | 10      | 2       | 31      | 13      | 20           | 3            | 6            | 11           | 21           | 38           | 39     | 10     | 16     | 13     | 52     | 51     | +1 |

### Andamento in campionato
| Giornata  | 1 | 2 | 3  | 4  | 5  | 6  | 7  | 8  | 9 | 10 | 11 | 12 | 13 | 14 | 15 | 16 | 17 | 18 | 19 | 20 | 21 | 22 | 23 | 24 | 25 | 26 | 27 | 28 | 29 | 30 | 31 | 32 | 33 | 34 | 35 | 36 | 37 | 38 |
| --------- | - | - | -- | -- | -- | -- | -- | -- | - | -- | -- | -- | -- | -- | -- | -- | -- | -- | -- | -- | -- | -- | -- | -- | -- | -- | -- | -- | -- | -- | -- | -- | -- | -- | -- | -- | -- | -- |
| Luogo     | C | T | C  | T  | C  | T  | C  | T  | C | T  | C  | T  | C  | T  | T  | C  | T  | C  | T  | T  | C  | T  | C  | T  | C  | T  | C  | T  | C  | T  | C  | T  | C  | C  | T  | C  | T  | C  |
| Risultato | V | N | P  | P  | N  | V  | N  | P  | V | N  | N  | V  | V  | P  | P  | N  | P  | N  | P  | P  | V  | N  | N  | N  | N  | P  | P  | N  | V  | P  | V  | N  | N  | V  | P  | N  | V  | N  |
| Posizione | 6 | 5 | 10 | 15 | 15 | 14 | 11 | 13 | 9 | 10 | 10 | 7  | 5  | 6  | 8  | 8  | 10 | 10 | 12 | 17 | 12 | 13 | 12 | 12 | 12 | 13 | 15 | 15 | 11 | 14 | 12 | 13 | 13 | 11 | 13 | 12 | 11 | 10 |

Legenda:

Luogo: C = Casa; T = Trasferta. Risultato: V = Vittoria; N = Pareggio; P = Sconfitta.

### Statistiche dei giocatori
| Giocatore    | 2. Bundesliga | 2. Bundesliga | 2. Bundesliga | 2. Bundesliga | Coppa di Germania | Coppa di Germania | Coppa di Germania | Coppa di Germania | Totale   | Totale | Totale      | Totale     |
| Giocatore    | Presenze      | Reti          | Ammonizioni   | Espulsioni    | Presenze          | Reti              | Ammonizioni       | Espulsioni        | Presenze | Reti   | Ammonizioni | Espulsioni |
| ------------ | ------------- | ------------- | ------------- | ------------- | ----------------- | ----------------- | ----------------- | ----------------- | -------- | ------ | ----------- | ---------- |
| H. Bachorz   | 8             | 0             | 0             | 0             | 1                 | 1                 | 0                 | 0                 | 9        | 1      | 0           | 0          |
| M. Behrendt  | 37            | 0             | 0             | 0             | 1                 | 0                 | 0                 | 0                 | 38       | 0      | 0           | 0          |
| R. Brandt    | 1             | 0             | 0             | 0             | 0                 | 0                 | 0                 | 0                 | 1        | 0      | 0           | 0          |
| P. Diekämper | 11            | 1             | 3             | 0             | 0                 | 0                 | 0                 | 0                 | 11       | 1      | 3           | 0          |
| G. Drews     | 30            | 4             | 0             | 0             | 1                 | 1                 | 0                 | 0                 | 31       | 5      | 0           | 0          |
| K. Eickhoff  | 1             | 0             | 0             | 0             | 0                 | 0                 | 0                 | 0                 | 1        | 0      | 0           | 0          |
| E. Hammes    | 33            | 4             | 4             | 0             | 1                 | 0                 | 0                 | 0                 | 34       | 4      | 4           | 0          |
| H. Horsch    | 31            | 0             | 1             | 1             | 1                 | 0                 | 0                 | 0                 | 32       | 0      | 1           | 1          |
| J. Hünerlage | 0             | 0             | 0             | 0             | 0                 | 0                 | 0                 | 0                 | 0        | 0      | 0           | 0          |
| M. Jakobs    | 35            | 3             | 6             | 0             | 0                 | 0                 | 0                 | 0                 | 35       | 3      | 6           | 0          |
| R. Klimke    | 20            | 1             | 1             | 0             | 1                 | 0                 | 0                 | 0                 | 21       | 1      | 1           | 0          |
| D. Kudella   | 36            | 1             | 7             | 0             | 1                 | 0                 | 0                 | 0                 | 37       | 1      | 7           | 0          |
| P. Kunkel    | 33            | 12            | 2             | 0             | 1                 | 0                 | 1                 | 0                 | 34       | 12     | 3           | 0          |
| H. Reiners   | 31            | 5             | 0             | 0             | 1                 | 0                 | 1                 | 0                 | 32       | 5      | 1           | 0          |
| R. Schaffeld | 15            | 2             | 3             | 0             | 0                 | 0                 | 0                 | 0                 | 15       | 2      | 3           | 0          |
| W. Schmitt   | 20            | 7             | 0             | 0             | 0                 | 0                 | 0                 | 0                 | 20       | 7      | 0           | 0          |
| B. Steiner   | 12            | 0             | 1             | 0             | 0                 | 0                 | 0                 | 0                 | 12       | 0      | 1           | 0          |
| G. Tinnefeld | 35            | 1             | 4             | 0             | 1                 | 0                 | 0                 | 0                 | 36       | 1      | 4           | 0          |
| P. Wloka     | 35            | 2             | 0             | 0             | 1                 | 1                 | 0                 | 0                 | 36       | 3      | 0           | 0          |
| M. Woythe    | 9             | 0             | 0             | 0             | 1                 | 0                 | 0                 | 0                 | 10       | 0      | 0           | 0          |
| H. Zimmer    | 31            | 4             | 1             | 0             | 1                 | 0                 | 0                 | 0                 | 32       | 4      | 1           | 0          |
| H. Zyla      | 21            | 2             | 2             | 0             | 0                 | 0                 | 0                 | 0                 | 21       | 2      | 2           | 0          |